# Stella Delcroix
Pour les articles homonymes, voir Delcroix.
Stella Delcroix, née le 16 août 1985, est une actrice pornographique française.

## Biographie
Originaire de Lyon, elle commence sa carrière dans le X en 2006, à 21 ans. Elle apparaît ensuite dans les films de réalisateurs comme Christophe Clark, Hervé Bodilis, Fred Coppula ou Rocco Siffredi.

## Récompenses et nominations
Récompenses
- 2008 : Festival international de l'érotisme de Bruxelles Meilleure Starlette : Cecilia Vega et Stella Delcroix

## Filmographie sélective
- Big Rack Attack 2  (2010)
- Brandon Iron's Perverted Planet 3 (2008)
- Cum Drunk Debutantes (2009)
- Vendetta (2009)
- French Angels (2008) de Christophe Clark
- I Kissed A Girl and I Licked It (2009)
- In Command (2007)
- Ladies Of Pleasure  (2008)
- League of Xtraordinary Ass (2008)
- Private Gold 100 - Pornolympics - The Anal Games (2008)
- Perverted Planet 3 (2008)
- Private Gold 101 - Dirty Santa (2008)
- Private Sex Auditions 11 (2008)
- Rocco - Puppet Master 3 (2008)
- Rocco's Dirty Dreams 8 (2008)
- Les Majorettes (2008) de Yannick Perrin
- Perverted Planet 3 (2008)
- Russian Institute - Lesson 8  (2006)
- Sex Maniax (2008)
- Sperm Swap 5 (2008)
- Point G (2007) d'Ovidie
- Le sanctuaire (2007) de Jack Tyler
- Les petites étrangères (2007) d'Eric Marchand avec Eva Karera
- Russian Institute: Lesson 8 (2007)
- Point Cul (2006) d'Ovidie
- Story of Sophia (2006) de  Hervé Bodilis